# Die Finals 2021 – Berlin/Rhein-Ruhr
Unter der Bezeichnung Die Finals 2021 – Berlin/Rhein-Ruhr fanden an vier Tagen in Berlin und der Metropolregion Rhein-Ruhr vom 3. bis 6. Juni 2021 mehrere Deutsche Meisterschaften in Berlin und Nordrhein-Westfalen statt. Darüber hinaus waren die Deutschen Leichtathletik-Meisterschaften ebenfalls Teil der Finals, die am 5. und 6. Juni im Braunschweiger Eintracht-Stadion stattfanden. Die Finals 2021 umfassten 18 Wettbewerbe, bei denen 140 Deutsche Meistertitel vergeben wurden. Je nach Entwicklung der COVID-19-Pandemie war beabsichtigt, „Die Finals 2021“ auch ohne Zuschauer auszutragen.
Das Sportprogramm umfasste 18 Sportarten: Basketball, Bogensport, Kanupolo, Kanusport, Karate, Klettern, Leichtathletik, Moderner Fünfkampf, Stand-Up-Paddling, Reiten, Rhythmische Sportgymnastik, Schwimmen, Taekwondo, Tischtennis, Trial, Triathlon, Turnen und Wasserspringen. Auch Para-Wettbewerbe werden ausgetragen: Para-Bogensport, Parakanu, Para-Tischtennis und Paratriathlon sollen verstärkt in den Finals integriert werden.

## Ausgetragene Deutsche Meisterschaften
Im Rahmen dieser zweiten Ausgabe koordinierten 14 deutsche Sportverbände gemeinsam 20 Veranstaltungen für Meisterschaftswettkämpfe:
- Deutscher Basketball Bund (DBB): Deutsche Meisterschaften im 3×3-Basketball 2021
- Deutscher Schützenbund (DSB): Deutsche Meisterschaften im Bogensport 2021
- Deutscher Turner-Bund (DTB): Deutsche Turnmeisterschaften 2021 und Deutsche Meisterschaften der Rhythmischen Sportgymnastik 2021
- Deutscher Kanu-Verband (DKV): Deutsche Meisterschaften im Kanupolo 2021, Deutsche Meisterschaften im Stand-Up-Paddling 2021 und Wettbewerbe im Kanu-Rennsport sowie Parakanu (als Demonstrationssportart)
- Deutscher Karate Verband (DKV): Deutsche Mannschaftsmeisterschaften im Karate 2021
- Deutscher Alpenverein (DAV): Deutsche Meisterschaften im Klettern 2021
- Deutscher Leichtathletik-Verband (DLV): Deutsche Leichtathletik-Meisterschaften 2021
- Deutscher Verband für Modernen Fünfkampf (DVMF): Internationale Deutsche Meisterschaften im Modernen Fünfkampf 2021
- Deutsche Reiterliche Vereinigung (FN): Deutsche Meisterschaften im Dressurreiten und im Springreiten 2021
- Deutscher Schwimm-Verband (DSV): Deutsche Schwimmmeisterschaften 2021 und Deutsche Meisterschaften im Wasserspringen 2021
- Deutsche Taekwondo Union (DTU): Deutsche Meisterschaften im Taekwondo 2021
- Deutscher Tischtennis-Bund (DTTB): Finale der Tischtennis-Bundesliga 2020/21 zwischen Borussia Düsseldorf und 1. FC Saarbrücken sowie Finale der Champions Trophy im Rollstuhl-Tischtennis
- Bund Deutscher Radfahrer (BDR): Deutsche Trial-Meisterschaften 2021
- Deutsche Triathlon Union (DTU): Deutsche Meisterschaften im Triathlon 2021 (Mixed-Relay, Sprintdistanz und Para-Mixed-Relay)

## Wettkampfstätten
Die Austragungsorte befanden sich in Berlin, Braunschweig und der Metropolregion Rhein-Ruhr und konnten teilweise kostenlos besucht werden.

### Berlin
- Friedrich-Ludwig-Jahn-Sportpark für 3×3-Basketball und Trial
- Olympiapark für Modernen Fünfkampf, Triathlon (Ziel) und Bogensport
- Schwimm- und Sprunghalle im Europasportpark für Schwimmen und Wasserspringen
- Strandbad Wannsee für Triathlon (Start)

### Braunschweig
- Eintracht-Stadion für Leichtathletik

### Rhein-Ruhr
- Westfalenhallen in Dortmund für Rhythmische Sportgymnastik und Turnen
- Helmut-Körnig-Halle in Dortmund für Karate, Taekwondo und Tischtennis
- Regattabahn im Sportpark Duisburg für Kanu, Kanupolo und Stand-Up-Paddling
- Schloss Wocklum in Balve für Dressurreiten und Springreiten
- Ruhrstadion in Bochum für Sportklettern